# سیکلوفیوذور
سیکلوفیوذور (ایتالیایی: Siglufjörður؛ ‏تلفظ ایسلندی: [ˈsɪklʏˌfjœrðʏr̥]‏) یک شهرک ماهیگیری کوچک واقع در یک آبدره در ساحل شمالی ایسلند است.
در این شهر کوچک یک موزهٔ شاه‌ماهی وجود دارد که در سال ۱۹۹۴ بنیان نهاده شد.

## نگارخانه

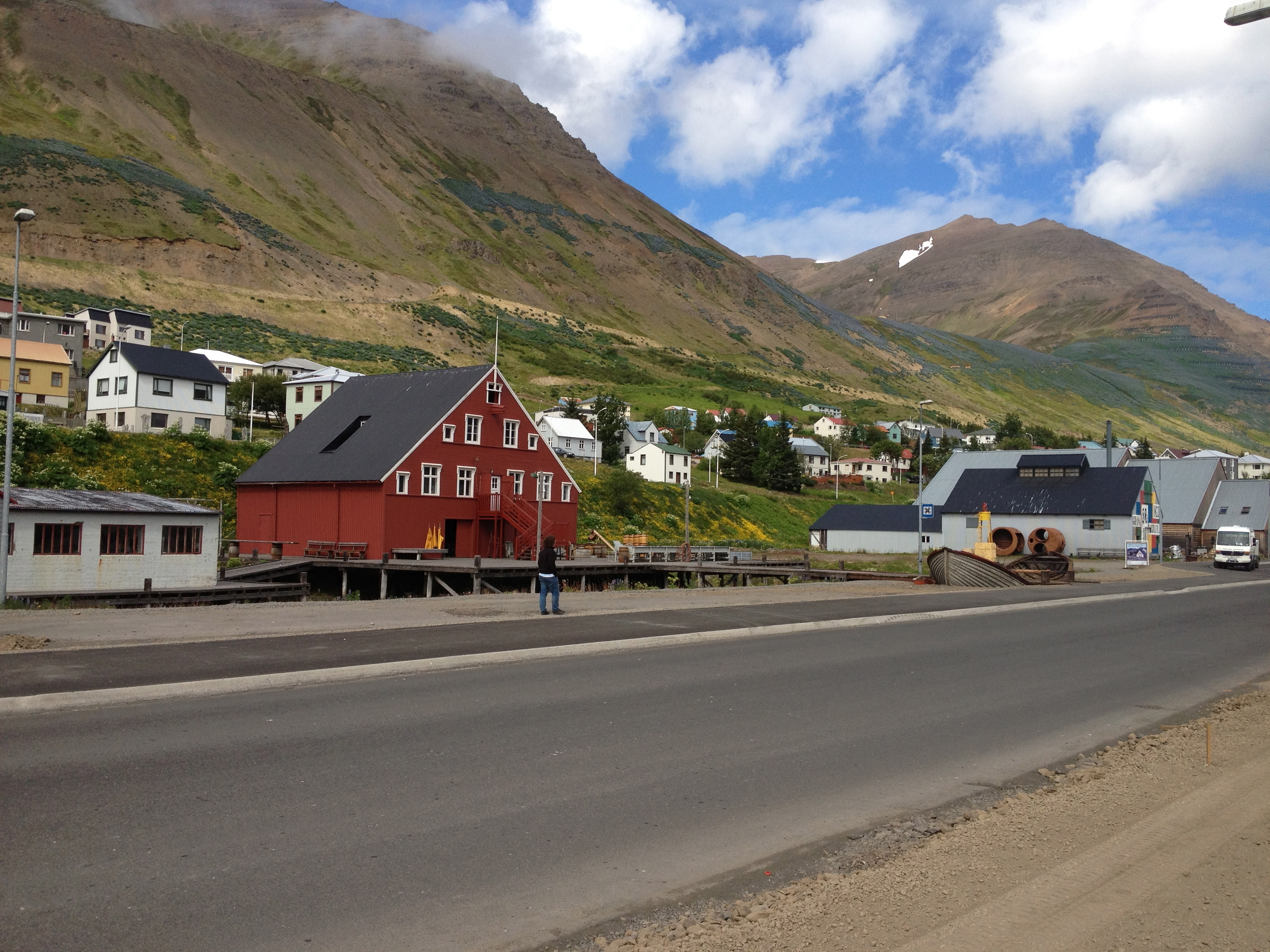
سیکلوفیوذور
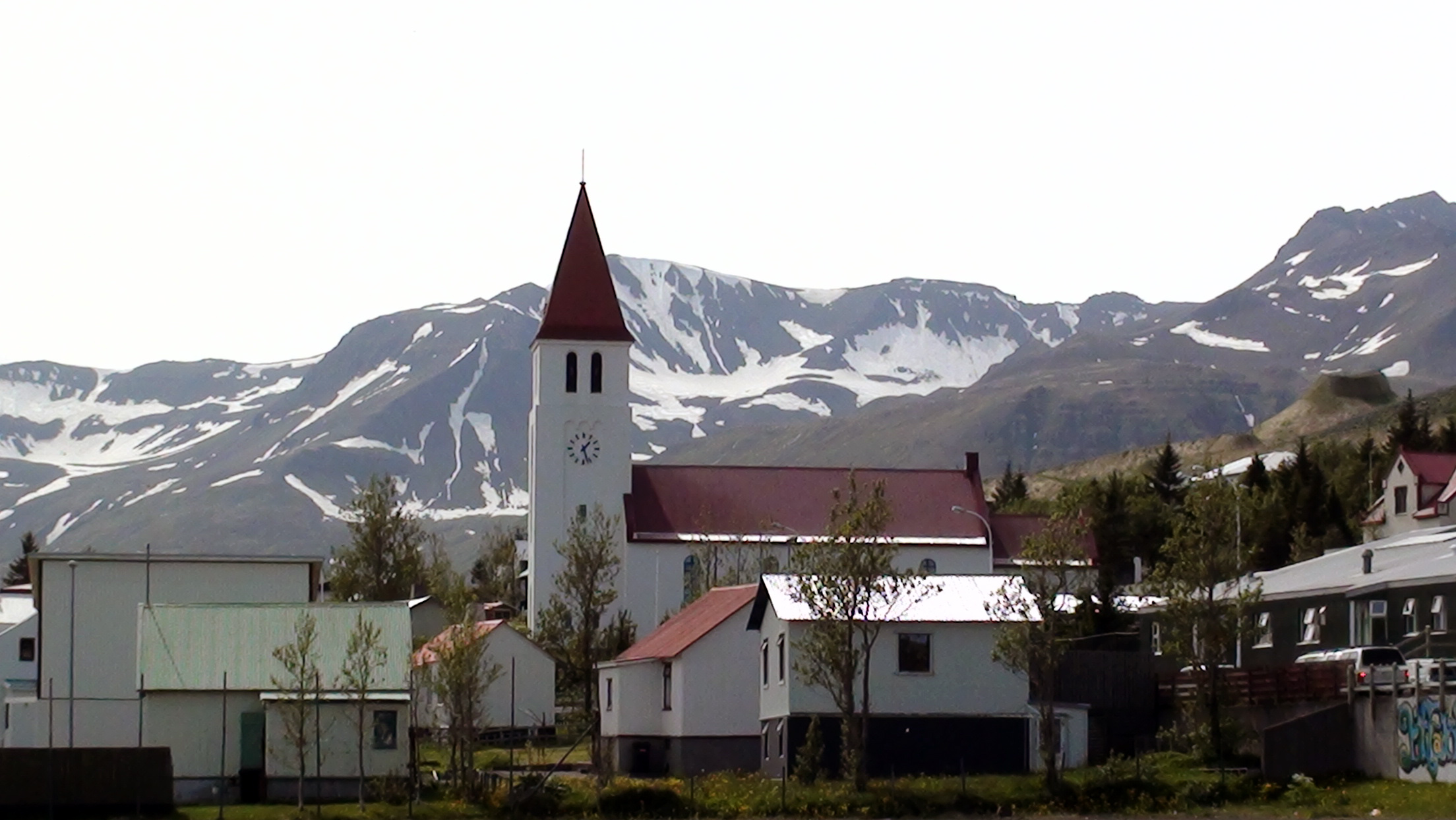
کلیسا
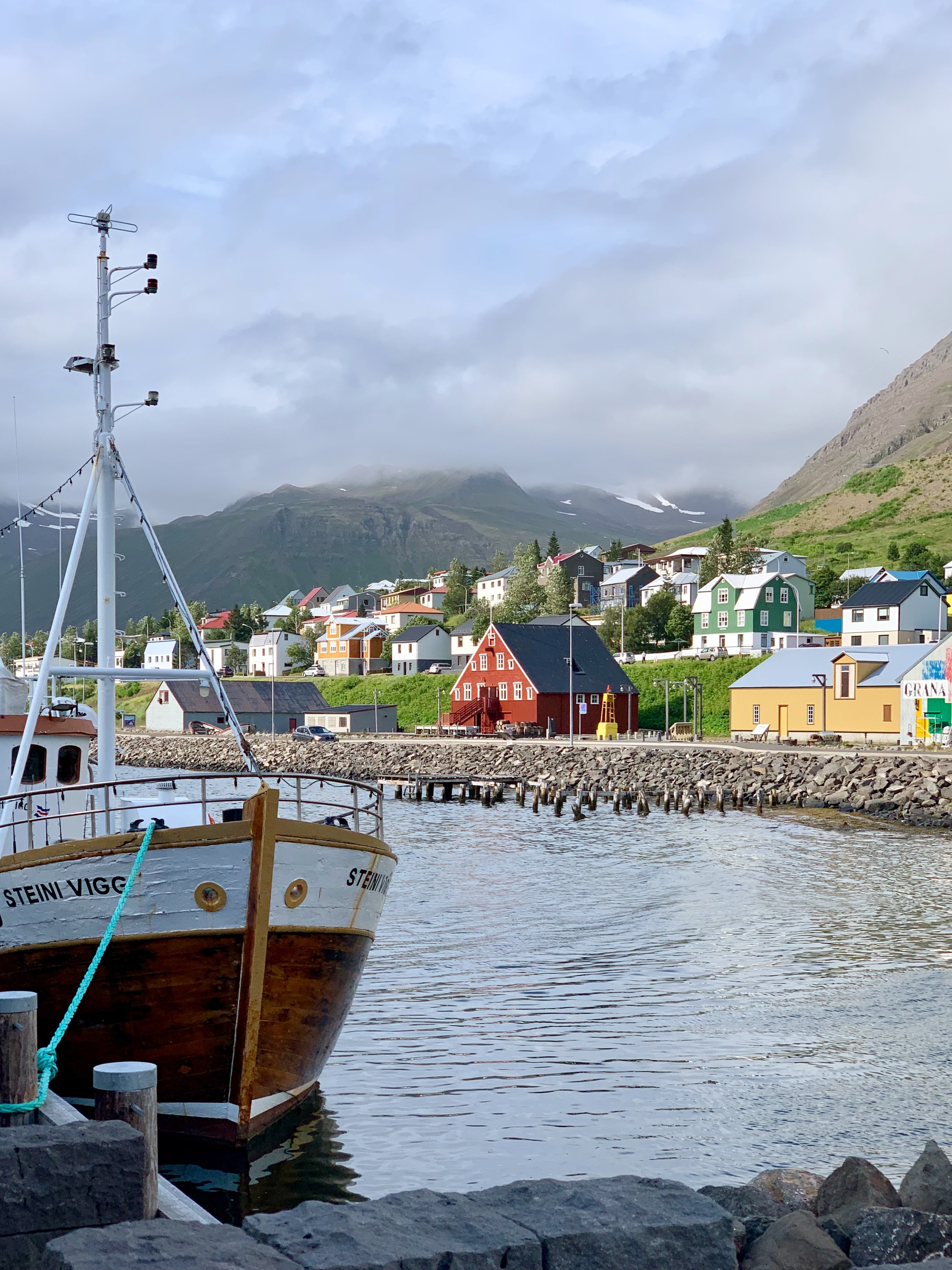
خانه‌های سیکلوفیوذور: ساختمان قرمزرنگ، موزهٔ شاه‌ماهی است.